# 替身演员 (2022年电影)
《替身演员》是2022年美国上映的一部喜剧题材的电影，由黄世宁执导，鲍勃·费希尔等人参演，该作翻拍法国于2006年上映的同名作品，该作献给2021年去世的萨利纳斯。该作主要讲述一个拖车人员因为一些原因和一位女明星假扮成恋人的故事，该作获得了很多的好评。

## 電影內容简介
某天，一个女明星因为一些原因，不得不和她不认识的，一个拖车人员假扮成恋人，从而躲避狗仔队。
虽说他们最初并没有什么共同语言，但是经过一段时间的相处，他们最后真的成为了恋人……

## 演员表
- 欧赫尼奥·德尔维斯
- 萨玛拉·维文
- 马克思·格林菲尔德
- 贝琪·勃兰特
- 卡门·萨丽娜斯
- 阿莫瑞·諾拉斯克
- 阿曼多·汤姆森
- 马利索·妮可
- 约翰·皮鲁切洛
- 拉维·帕特尔
- 阿莱克斯·费尔南德斯
- 诺埃米·冈萨雷斯
- 米丽娜·里韦罗
- 克里斯·加恩
- 威尔莫·卡德隆
- 薇薇安娜·查维斯
- 迈克·巴什
- 金永
- Samantha Neyland
- 凯蒂·卡朋特

## 其他
- 主演于2014年宣布该作的拍摄。[2]2021年，该作宣布参演该作女主和该作编剧的名字。[3]在这之后，其他演员名单也被陆陆续续的宣布了出来。[4][5][6] 拍摄地点在亚特兰大。[7]其中，该作的演员卡门·萨丽娜斯于2021年去世，该作是她的遗作。[8]

## 上映信息
- Hulu于2021年得到在美国的放映版权。迪士尼得到国际的放映版权，Star+得到在拉丁美洲放映版权。[9]该作与2022年上映。[10]

## 评价
- 该作是所有美国播放平台中，在观看数量中排名第十。[11]

## 備註
1. ↑  . Rotten Tomatoes. Fandango Media.   [June 14, 2022].
2. ↑  McNary, Dave. . Variety. September 5, 2014  [May 7, 2021]. （原始内容存档于2023-01-16）.
3. ↑  Kit, Borys. . The Hollywood Reporter. March 24, 2021  [March 24, 2021]. （原始内容存档于2021-07-09）.
4. ↑  D'Alessandro, Anthony. . Deadline Hollywood. April 7, 2021  [May 7, 2021]. （原始内容存档于2023-01-16）.
5. ↑  N'Duka, Amanda. . Deadline Hollywood. May 7, 2021  [May 7, 2021]. （原始内容存档于2023-01-16）.
6. ↑  N'Duka, Amanda. . Deadline Hollywood. May 19, 2021  [May 19, 2021]. （原始内容存档于2023-01-16）.
7. ↑  Mukhopadhyay, Arka. . TheCinemaholic. May 20, 2022  [May 21, 2022]. （原始内容存档于2023-02-06）.
8. ↑  Conde, Arturo. . NBC News. May 20, 2022  [May 21, 2022]. （原始内容存档于2023-01-16）.
9. ↑  D'Alessandro, Anthony. . Deadline Hollywood. July 6, 2021  [July 6, 2021]. （原始内容存档于2022-09-30）.
10. ↑  Juneau, Jen. . People. May 2, 2022  [May 2, 2022]. （原始内容存档于2022-06-01）.
11. ↑  Prange, Stephanie. . Media Play News. 2022-05-24  [2022-10-26]. （原始内容存档于2023-01-16） （美国英语）.